# Флореста (Пернамбуку)
Флореста (порт. Floresta) — муниципалитет в Бразилии, входит в штат Пернамбуку. Составная часть мезорегиона Сан-Франсиску-Пернамбукану. Входит в экономико-статистический микрорегион Итапарика. Население составляет 24 729 человек на 2000 год. Занимает площадь 3664,9 км².

## История
Город основан в 1864 году.

## Статистика
- Валовой внутренний продукт на 2005 год составляет 123 334 тысяч реалов (данные: Бразильский институт географии и статистики).
- Индекс развития человеческого потенциала на 2000 год составляет 0,698 (данные: Программа развития ООН).

## География
В соответствии с классификацией Кёппена, климат относится к категории BShW.